# Терминологија
Терминологија је лингвистичка дисциплина која се бави терминима и њиховом употребом. Спада под област лексикологије. Скуп свих посебних (специфичних) лексема једне струке назива се терминологијом дотичне струке, а речник у коме се наводе и тумаче такве речи – терминолошки речник дате струке. Термини су речи којима је у одређеном контексту дато одређено значење. Терминологија као дисциплина проучава, између осталог, развој тих термина и њихов однос у оквиру одређеног стручног подручја. Терминологија се разликује од лексикологије, јер у своје истраживање укључује и проучавање концепта, концептуалне системе и њихове ознаке (термине), док лексикологија проучава речи и њихова значења.
Терминологија се може ограничити на један или више језика (на пример, вишејезична и двојезична терминологија), или може да има интердисциплинарни фокус на употребу истих термина у оквиру различитих поља.
Творцем модерне терминологије као науче дисциплине се сматра Ојген Вустер, аустријски инжењер електротехнике.

## Преглед
Терминолошка дисциплина се примарно састоји из следећих аспеката:
- анализирање концепата и концептних структура коришћених у пољу или домену активности
- идентификовање термина додељених концептима
- у случају двојезичне или вишејезичне терминологије, успостављање кореспонденције између термина у различитим језицима
- скупљање терминологије, на папиру или у базама података
- управљање терминолошким базама података
- стварање нових термина, ако је потребно

## Типови терминологије
Направљена је разлика између два типа терминолошког рада:
- Ad hoc рад на терминологији, који се бави једим термином или ограниченим бројем термина.
- Систематска збирка терминологије, која се бави свим терминима везаним за одређено поље или домен или активност, често правећи структуисану онтологију термина у оквиру тог домена и њихових односа.

## Терминолошке теорије
Терминолошке теорије чине теорија терминологије, социотерминологија, комуникативна теорија терминологије, социокогнитивна терминологија и терминологија заснована на оквиру.

## Термини
Термини су речи које са највећом тачношћу означавају одређене појмове у науци, техници, уметности и, уопште, појмове у разним струкама. У свакој струци говорници располажу многим посебним речима за предмете, материје, радње, односно појаве којима се они прецизно, без нејасноће, означавају. Карактеристика термина је пре свега једнозначност (моносемичност), што је резултат тежње сваке науке, односно струке, да што тачније означи појмове које проучава. Уз то, свака наука тежи да терминологију утврди у својим оквирима.
То, међутим, не значи да се различите науке неће служити и заједничким терминима. У том случају у свакој од њих употребљени термин (који је формално заједнички) имаће оно значење које му даје дотична наука, односно струка. На пример, лексема процес ће у правним наукама имати значења „судски спор“, „парница“, „судски поступак“, док ће у медицинским наукама имати значења: „ток (болести или лечења)“; лексема операција у медицини ће значити „лечење хируршким путем“, у математици – „рачунска радња“, у армији – „плански изведен покрет јединица“ итд.
Наведени чиниоци састава реченичног фонда српског књижевног језика оствариваће се и у условима које стварају правила раслојавања књижевног језика, тј. Категорије територијално-дијалекатског слоја, територијално-варијантног слога, социолекти и функционални стилови.

### Термини у различитим струкама
Тако, на пример, хемији припадају лексеме као што су: натријум, калијум, електролит, киселина, база, молекул, хлор, хлорид, солватација, раствор, једињење; физици припадају речи: ротација, гравитација, енергија, атом, вектор, инерција, динамика, равнотежа, механика; граматици припадају лексеме: акузатив, плурал, сингулар, деклинација, једнина, фонема, глас, именица, придев, адверб, прилог; информатици припадају лексеме: рачунар, компјутер, инпут, принтер, генерисати, табулација, фолдер, фајл; медицини припадају лексеме: антибиотици, пеницилин, вазодилаторан, хипертензија, хипотензија, мускулатура, интравенозни, сулфаниламиди, кардиоваскуларни; географији и геологији – лексеме: изохипса, кота, седимент, громадне стене, еруптивне стене.

### Интернационализми
Терминологије појединих наука и струка садрже и домаће, српске називе и лексеме – интернационализме – засноване најчешће на основама грчког и латинског језика: различитост – диверзитет; сугласници – консонанти; прилог – адверб; глаголски вид – вербални аспект; таложни – седиментни; убризгати – инјцирати; извођење – деривација итд. Међутим, велики број термина је одомаћени интернационализам: галаксија, атмосфера, атом, атрофија, библиографија, вијадукт, дигитални, ектодерм, изотоп, инјектор, катализатор, лумбалан, триода, диода, мегаволт, музеј, дијаграм, азот, флуор, фосфор, хидроген – на грчко-латинским основама, али и на основама других језика, у другој половини ХХ века – посебно на основама енглеског језика.